# Вайда, Лайош
Лайош Вайда (6 августа 1908 в Залаэгерсег, Австро-Венгрия — 7 сентября, 1941 в Budakeszi) — венгерский живописец и график. С 1927 по 1930 год он был студентом Иштван Чок в Венгерской Академии Изобразительных Искусств.
С 1930 по 1934 год он останавливался в Париже и познакомился не только с последними тенденциями французской живописи, но и с выдающимися произведениями русского реализма. Это привело его к драматическим фотомонтажам о великих катастрофах человечества, войне, голоде, вооружённом насилии и страданиях. С 1934 года собирал народные художественные мотивы в Сентендре и Сигетмоносторе. Его стиль сочетал в себе народное искусство и православно-христианскую, римско-католическую и еврейскую символику с абстрактными и сюрреалистическими элементами. Его последние абстрактные сюрреалистические рисунки предвосхищают ужасы Второй мировой войны. Он умер от туберкулеза в 1941 году.
"Искусство Лайоша Вайды пылкой силой отражает важнейшие вопросы своего времени.  Главной особенностью его творчества является то, что оно сигнализирует о небольших изменениях с сейсмографической чувствительностью, отражающих катаклизмические события Второй мировой войны. Огромная энергия мятежных форм этого искусства всегда находилась в состоянии войны с силами разрушения вплоть до последнего момента жизни Вайды..

## Жизнь[3]
- 1908 Лайош Вайда родился 6 августа 1908 года в городе Залаэгерсег, Венгрия, в еврейской семье.[4] Его отец, Emánuel Vajda, был клерком в местном уездном дворе. Его матерью была Джудит Фюрст. У Лайоша Вайды было три брата и сестры: Миклош, Терез и Мартон. "Он начал регулярно рисовать в возрасте пяти лет. Он делал иллюстрации к сказкам, копируя образцы рисунков. Позднее он расширил оригинальные репродукции, опираясь на точную и дисциплинированную технику."[5] Его первые рисунки изображают военные корабли и боевые знаки, позже он записал свое окружение и членов семьи.
- В 1916 году семья переехала в Сербию, которая в то время находилась под австрийской военной оккупацией. В Белграде Вайда ходила в сербскую школу, потом в немецкую. В письме к своей возлюбленной и будущей жене Юлии Рихтер пишет следующее: "Ты думаешь, я не знаю немецкого. Правда в том, что я два года (три и четыре класса) изучал немецкий язык в Белграде, в австрийской начальной школе K.u.K. Guvermentalschule Belgrad, Kraljica Natalija ulica."[6] Позже семья поселилась в Валево, городе в западной Сербии. "Семья жила в крайней нищете шесть лет, сначала в Белграде, затем в Валево. Лайош посещал немецкую начальную школу в Белграде в третьем и четвертом классах австрийской школы. Он учился в средней школе в Сербии. Он был отличным студентом, особенно интересующимся историей и географией. В Сербии он познакомился с православскими церквями. В то время он делал портреты и рисовал с моделей. Его учителя и любители искусства предсказали мальчику большое будущее.[7].
- 1917 увидел создание своих первых известных рисунков.
- 1922-1924 Семья переехала обратно в Венгрию. Талантливый молодой художник был воодушевлен своими учителями и учился в Будапештской открытой школе рисования OMIKE (Венгерское еврейское образовательное общество) под руководством Липота Германа. Его дядя, Михаил Вайда, стал важной фигурой в жизни Вайды. Михаил Вайда был журналистом и в течение нескольких лет был парижским корреспондентом своей газеты. В библиотеке своего дяди Лайоша Вайда увлекся искусством.
- В 1923 году родители и сестра Вайды вернулись в Венгрию. Сначала они жили в Залегерцеге, затем в городе Сентендре, который был популярным местом отдыха из-за его близости к Будапешту и его расположения на Дунае. В конце XVII века в этот город пришли сербы, бежавшие от турок, и построили "семь православских церквей, которые до сих пор доминируют в образе этого города на Дунае". Иконы православских церквей вызвали в Вайде воспоминания раннего детства, а их атмосфера оказала большое влияние на художественный мир Вайды".[8] Уникальная архитектура Сентендре очаровала художника. "Все существо и душа художника были тесно связаны с этим городом. Ваджда считал Сентендре своим городом".[7]
- 1925-26 "В семнадцатилетнем возрасте однажды он ушел очень далеко от дома рисовать, попал в грозу, пришел домой промокшим, не переодевшись. Затем он тяжело заболел и вскоре после этого был доставлен в больницу, где лечился в течение шести месяцев".[9] Вайда заразился костным туберкулезом и потребовал проведения семи операций.
- 1927 "Вскоре после этого, в 1927 году, умерла его мать, которую Лайош очень любил".  Он оплакивал её до конца своей жизни".[10] Он провел лето в Валево со своим братом Миклошем.
- В 1928 году Вайда поступила в Королевскую Венгерскую академию искусств и стала студенткой Иштвана Чока. В Академии он подружился с Деззо Корнисс, Лайоша Кашшака.  "С точки зрения своего мировоззрения они были социалистами, с художественной точки зрения - последователями конструктивизма".[10] Вайда участвовала в выставке студентов Академии. Представленные там работы вызвали сильную критику со стороны консервативных художников и любителей искусства.
- 1929 В мае по инициативе консервативных профессорско-преподавательского состава, недовольных Иштваном Чоком и Яношем Васзари, Комитет государственного контроля провел расследование в Академии, а Лайош Вайда, Дезсо Корнисс, Дьёрдь Кепес, Сандор Траунер были исключены из университета. Вайда принимала участие в выставке KÚT, которая проходила в Национальном салоне. KÚT (Новое Объединение Визуальных Художников) - это группа молодых художников, пропагандирующих современные тенденции в искусстве.
- В 1930 году Вайда приняла участие в выставке новых прогрессивных художников в галерее "Тамас". Осенью он отправился в Париж, где прожил до весны 1934 года. Он остановился в дешёвой гостинице в Латинском квартале в Париже. Он познакомился с философом Лайошем Шабо, который оказал большое влияние на его художественный подход. Под влиянием Сергея Эйзенштейна и Всеволода Пудовкина и осознав, что у него нет шансов снимать фильмы, он начал снимать фотомонтажи. "Его финансовое положение было настолько плохим, что он мог только кормить себя на скудной диете, и было даже время, когда он не ел в течение нескольких дней и лежал в постели от слабости / Он, как и многие другие люди, взял на себя различные странные работы для того, чтобы существовать. (...) Двумя его любимыми музеями были Антропологический музей, "Музей человека" и "Музей Гимета".[11] "Он не пытался преуспеть, приобретя некоторые модные методы живописи, чтобы стать частью арт-сцены и быть принятым арт-дилерами".[12]
- 1934 Физически измученный, но художественно омолодевший и подготовленный, он вернулся в Венгрию. Трудные годы были впереди. Из-за своего еврейского происхождения и художественного кредо Вайда не мог рассчитывать на официальную поддержку.
- 1935 Летом он и его ближайший друг, Dezső Korniss, начал рисовать мофы Сентендре и окрестных деревень. Осенью он встретил Хулию Вайду, свою будущую жену. Так как она ещё жила в Братиславе, они поддерживали связь через переписку.
- 1935-36 В сотрудничестве со своим другом художником Деззо Корниссом, он разработал новый художественный подход, целью которого было создание нового стиля восточно-центрального европейского искусства, которое могло бы стать мостом между Востоком и Западом, между византийской и доклассической традицией, с одной стороны, и авангардной традицией, с другой.
- 1936 Он представил картину[13] на выставке KÚT (Новое общество визуальных художников). "Но жюри отклонило его, указав, что работа раскрывает талант своего создателя, но ему не хватает зрелости." [14]
- 1937 Осенью в квартире-студии Имре Амоса (Imre Ámos), Маргит Анна (Margit Anna) проходит первая выставка в студии Вайды. "После многих лет за границей, Эрно Калаи, который только что вернулся домой, был рад видеть, что он может видеть по-настоящему современные устремления и в Венгрии." [15].
- 1937-38 Его отец прекратил материальное обеспечение, которое до этого обеспечивало его средствами к существованию. Он работает в анимационной студии Gyula Macskássy. Как фазовый художник он зарабатывает 30 пенгё в месяц.
- 1938 Он женится на Юлии Рихтер 9 января.
- 1940 Выставка второй студии художника проходит в квартире-студии Пирска Шанто и Гуштава Зайдена.[16] В сентябре Вайда была призвана на трудовую службу, альтернативную военную службу, требуемую от "политически ненадежных" венгерских евреев в Венгрии во время войны.  Однако из-за плохого состояния здоровья он был освобожден от трудовой повинности через три недели. "Он был госпитализирован в больницу Святого Иоанна". Там он пробыл восемь месяцев. (...) За пять дней до смерти он сказал мне, что больше не будет оставаться в больнице, ни на минуту, и что я должна отвезти его "домой" в мою съемную квартиру. Его врач сказал мне, что я могу отвезти Лайоша домой, потому что он был умирающим пациентом. Я должен просто позаботиться о себе. (...) Люди в доме были очень злы на меня за то, что я привел в квартиру умирающего. Я позвонил в санаторий Будакези. Скорая отвезла нас туда. Это было в субботу утром.[17].
- 1941 Лайош Вайда умер 7 сентября в легочном санатории в деревне Будакеши под Будапештом. "Когда на следующее утро я поднялся на первый этаж, на первом этаже проходила воскресная месса, я спросил Лайоша, не хочет ли он послушать. "Если бы я тоже хорошо слышал, да" - ответил он.  В течение дня он почти ничего не говорил. Он больше не цеплялся за живых, он говорил о своей матери. Он умер тихо".[18]
- 1943 Эрно Каллай организует памятную выставку Лайоша Вайды в Доме искусств Алкотас. В обзоре выставки, Эрно Калай заявил следующее: "Вайда обладал колоссальным мастерством в рисовании, обученных постоянное пристальное наблюдение за реальностью, но воображение художника также заметил в лик повседневных вещей странные образования в результате случайного взаимодействия линий. (...) Никто так не понимал душу, как он делал жизнь линий: их латентное богатство выразительной силы и замысловатых живописных ассоциаций. Он соединял линии и играл с ними, как музыкант с нотами. (...) Ранний покойник был незавершенным человеком. Тем не менее, работа его фрагментарной жизни представляет собой необыкновенное, весьма значительное достижение даже в рамках европейских отношений".[19].
- 1946 Избран почетным членом Европейской школы.
- 1948-69 Официальная политика в области искусства проигнорировала Вайду. Его работа хранилась у Хулии Вайды в течение почти двух десятилетий.
- 1969 Музей короля Стефана в Шексфехерваре (Венгрия) организует первую музейную экспозицию в Вайде.

- Лайош Вайда с семьёй после смерти матери, 1927 г.
- Лайош Вайда, 1936 г.
- Лайош Вайда в Сентендре, 1939 г.

## Художественные периоды

### Фотомонтажи (1930-1933)
В этот период Вайда "рассматривает кино как наиболее подходящий художественный жанр для выражения новых устремлений". Он признает решающую роль современного кино. (...) Кинорежиссёр, создающий смысл в случайных событиях и судьбах, способен создать новое художественное мировоззрение. Таким образом, Вайда подходит к сюрреализму как к технике созидания.  Созданные в Париже фотомонтажи, а затем поток многослойных графических монтажей, коллажей и одновременных композиций иллюстрируют его художественные убеждения: Проблемы живописи могут быть решены с помощью идей из мира film. В то же время, однако, эти фотомонтажи полностью отличаются от нереальных советской пропаганды фотомонтажей того времени "с их монументальными промышленными машинами, плотинами и мостами"..
В фотомонтажах Вайды "в драматической синхронности появляются крайние силы человеческого мира: мертвые младенцы и ветхие люди, нож и хлеб, ружье и птица, тигр и лилия: законы джунглей борьбы за выживание и чистые цветы слагаются в один образ по диагоналям напряжения".
Фотомонтажи "обычно характеризуются наложением крайностей". Как будто каждый из этих монтажов показывает нам драму, сконденсированную в единое изображение. Различные детали, вырезанные из газет и иллюстрированных журналов, наложенных на нейтральный картон, приводят к необычному напряжению..

### Натюрморт (1934)
"Во всех своих натюрмортах 1934 года Вайда пользуется результатами кубистского подхода". Он превращает пространство в поверхность. Закрытость" картины настолько интимна, что вместо натюрморта нам кажется, что мы заглядываем в герметичный мир. И все же, в своем методично построенном, компактном единстве, картина излучает гармонию жизни. Это связано, среди прочих факторов, с двумя композиционными особенностями. Первое - это одновременное включение всех возможных точек зрения на сюжет, второе - это то, что плоскости, формирующие фон картины, невольно вытягиваются в воображении".

### Линейные рисунки, фотомонтажи (1935-1937)
Что касается рисунков линий, художественный критик Эрно Калаи справедливо отметил уникальность рисунков Вайды: "Его перо или угольный штрих имеет непревзойденную резкость и определенность, и особенно в сводке к линии прядей и снопов удивительно богаты красивыми модуляциями силы и величины chiaroscuro". Как ни один другой художник в нашей стране, Вайда понимал творческую ценность линий: их выразительную силу и ассоциативную способность. Он играл и комбинировал линии, как музыкант с мелодиями. В этом отношении его рисунки по праву можно назвать полифоническими: "На смерть художника", "Пестер Ллойд" 16 сентября 1941 года.
Примерно в 1935 году он вернулся в Венгрию и начал собирать мотивы в Сентендре и его окрестностях со своим другом, Dezső Korniss. Кроме окон, фасадов домов, надгробий, колонн ворот, он нарисовал керосиновую лампу, крестьянскую тележку или стол с ножом, яблоком и буханкой хлеба на ней. Его меньше интересовало происхождение мотивов, чем то, что с ними стало, какое новое значение они приобрели в определённом месте. Сначала он нарисовал объекты на месте, затем скопировал их друг на друга. Иногда он вырезал рисунки и склеивал их вместе, чтобы создать монтаж. Большинство этих картинок и рисунков составлены по кругу, и все они не имеют конкретного фона.
В письме к своей более поздней жене, Жулии Рихтер, Лайош Вайда описывает свои амбиции в период между 1935 и 1937 годами: "Мы склонны быть менее эмоциональными в картине (что не означает, что мы изгнаем из нее человеческие чувства), и мы предпочитаем делать основной акцент на конструктивном, на пространственном дизайне картины, и поэтому мы ищем сюжеты, соответствующие нашему подходу; то есть мы ищем закрытое, то есть формально чистое и круглое единство". Архитектурные, геометрические вещи с человеческими фигурами или без них. Пейзаж неорганичен и поэтому не подходит для выражения того, что мы хотим сказать. Сейчас я экспериментирую с тем, как различные объекты из разных сред, собранные на картинной плоскости, дают эффект (конструктивная сюрреалистическая семантика)"..
Конструктивная сюрреалистическая семантика", цитируемая из письма, предполагает, что "Вайда действительно "собирает" свои мотивы, растягивая их на плоскость картины или создавая из них органическую систему". Напротив, другой элемент метода, сюрреалистический подход, предполагает, что отдельные элементы подходят друг другу не только структурно, но и со ссылкой на сны и свободные ассоциации образов".
Его мотивы образуют органический порядок.  Его метод работы следующий: Он вырезает свои рисунки и наклеивает их на картину по собственному методу композиции, а затем наносит на них краски.  Вайда, коллекционируя туры по Сентендре и его окрестностям, сочетает бытовые и сакральные предметы, упрощенные в символы с народными мотивами, как в картине "Дома в Сентендре с распятием", используя конструктивно-сюрреалистический метод, основанный на принципе монтажа. 
Начиная с летних рисунков, Корнис разрабатывал в студии рисунки с маслом и гуашью, Вайда - с темперным рисунком. 11 августа 1936 года Вайда написал Хулии Рихтер, упомянув о своем лучшем друге в то время, Dezső Korniss: "Давайте рассмотрим двух человек.  Они оба родились в 1908 году, в "бывшей Большой Венгрии"." Вайда: венгр еврейского происхождения, под влиянием сербской культуры. Корнис: родился в Трансильвании. (...) Наша цель - развитие нового искусства, характерного для Центральной и Восточной Европы, на основе французского и русского влияния двух великих европейских культурных центров. Географическое положение Венгрии в Европе предопределяет ее связь между Западом (французское искусство) и Востоком (русское искусство). Мы хотим объединить то, что является культурным (и в изобразительном искусстве) художественным выражением двух типов людей на этих двух полюсах: Мы хотим стать мостостроителями..

### Иконы (1936)
В серии автопортретов Лайош Вайда пытается примирить индивидуальное и общее, светское и трансцендентальное. Автопортрет с иконой и рукой, направленной вверх" - самый важный шедевр художника.  (Название картины не было дано художником.).
На картине мы видим два лица: лицо с личными чертами художника и сферическую голову. Из взаимопроникновения автопортрета и сферической головы может возникнуть "третий" портрет, имеющий "новое послание". "На этом третьем портрете изображена голова, смотрящая влево, состоящая из сферической арки головы, излучающей ауру, и линии глаз и носа личного автопортрета. Это создает "настоящее лицо", "лицо человека", которое сочетает в себе индивидуальные и случайные черты со сферической головой божественной иконы" (Правда, возможны и другие интерпретации.).
"Этот тройной портрет, состоящий из множества динамично струящихся пастельных пятен, допускает несколько интерпретаций. Помимо очевидной идентификации, согласно которой первый портрет изображает индивида, безликая сфера - универсальную, а третий образ - общинную сферу, индивидуальный образ можно рассматривать как изображение тела, икона - как изображение духа, а лицо - как результат синтеза двух образов как изображение души. Николай Бердяев, русский православный христианский философ говорит об иконе как о выражении отношений "Бог-человек", которые возникают на основе взаимных отношений между человеком и Богом. (...) В портрете, возникшем в результате взаимопроникновения человеческих и божественных образов, Вайда представил свой "истинный", окончательный автопортрет себя, лицо художника, который, благодаря силе искусства, мог вступить в отношения с Богом, с трансцендентным миром за пределами осязаемого"..

### Маски (1938)
На горизонте искусства Вайды собираются темные облака. Возможность достижения синтеза исчезает под угрозой фашизма и сталинизма. Вайда, отвергая и фашистскую, и сталинскую идеологию, вступает на путь личной религиозности.
С 1938 года обстановка Сентендре исчезает из его творчества. На её место приходят странные, инопланетные пейзажи с пугающими, иногда странными масками или существами в сочетании с масками. Большинство этих работ написаны в пастельных тонах, и Вайда в полной мере использовала возможности пастели. Позже характер масок меняется. Маски больше не выражают страхов и тревог, но переносят зрителя в другое измерение. Они плывут друг в друга, превращаясь в сказочный шум, но уже предвидят следующий этап в развитии искусства Вайды.

### Воображаемые пейзажи и существа (1938-1939)
"Эти произведения Вайды, кажется, пробуждают доисторическое, а может быть, и более пост-историческое время, в котором, как минимум, несколько реквизитов дают следы давно ушедшей цивилизации. Глядя на эти изображения, возникает ощущение, что можно увидеть документы археологических раскопок нечеловеческой цивилизации: Фрагменты лежат на участках раскопок, но без видимого ключа их невозможно правильно интерпретировать. Подобные проявления мира без человека не редкость в искусстве этого периода. (...)
Одно из главных произведений Вайды этого периода - шедевр "Северный пейзаж". Равнина, разделенная на холодные голубые и коричневые плоскости, разделена только формами, напоминающими айсберги и затонувшие корабли. Никто со времен Каспара Давида Фридриха, одного из самых ярких представителей немецкого романтизма, не смог выразить хрупкость человеческого бытия с такой пронзительной силой; человек столкнулся с пустотой пространства и безграничностью природы, но и с уязвимостью человека перед лицом природы".

### Рисунки на древесном угле за последний год (1940 г.)
Несмотря на ухудшающуюся болезнь, Вайда работает до лета 1940 года, но он подозревает, что его путешествие окончено.
Безупречные, выгравированные на древесном угле, теперь желтые формы, которые появляются на больших листах оберточной бумаги, имеют вес зрительного восприятия.
Эти пламенные, трепещущие формы вторгаются во внутреннюю сущность с настоятельной необходимостью заглянуть на солнце, вызывая тревогу и экстатическое беспокойство. У этого трепета были все причины. С одной стороны, есть личная судьба самого Вайды: его все более безнадежная борьба с его болезнью, с тенью нежелательного и боялись смерти. С другой стороны, есть и реальность Мировой войны, которая в глазах Вайды (и многих других европейских художников) становится трагедией цивилизации, основанной на гуманистических ценностях и культурных традициях..
"Вайда была взбудоражена до глубины души демонизмом нашего времени. Призрачные фигуры его масляных и пастельных картин казались угрожающе и странно притягательными из смертельных бездны; в извилистых и замысловатых пучках линий его пера и рисунков на древесном угле, испуганное трепетание жутких ночных птиц и роящихся духов находили форму, сражаясь и пожирая друг друга в удушающем сплетении"..

## Персональные выставки[36]
- 1937 "Выставка-студия" [37].
- 1940 "Выставка-студия"  [38].
- 1943 Мемориальная выставка Лайоша Вайды, Алкоташ Művészház, 1943 Октябрь, Будапешт. Введение каталога куратора Эрно Калаи: Бела Фекете
- 1946 26-я выставка Европейской школы/Картины Лайоша Вайды, 28 сентября - 12 октября, Будапешт, каталог Арпада Мезея. куратор Павел поцелуй
- 1966 'Ретроспективная памятная выставка, Сентендре, Музей Ференци Кароли, куратор - Кристина Пассут.
- 1968 "Выставка Лайоша Вайды", Галерея П. Факкетти, Цюрих.
- 1969 Памятная выставка Лайоша Вайды, Ссексфехервара, Музей короля Св. Стефана, с 14 сентября по 2 ноября, курируется Евой Кёрнер и Мартой Ковалевской.
- 1973 Lajos Vajda, каталог Галереи Поля Факкетти, Цюрих, каталог Жанны Факкетти.
- 1978 Памятная выставка Лайоша Вайды в Венгерской национальной галерее, 1978 г., июль-сентябрь ), Будапешт, (куратор и автор каталога: Ленке Хаулиш).
- 1983 Мемориальная выставка Вайда Лайоша (1908-1941) (Lajos Vajda /1908-1941 / Мемориальная выставка), Залегерсег, каталог и куратор: Петер Дьёрдь, Габор Патаки, Йожеф Сарканы и с исследованием Арпада Мезея.
- 2001 Lajos Vajda: rejtett kincsek IX. : a pécsi Művészetek Háza kiállítás-sorozata : Vajda Lajos művei egy magángyűjteményből' (Lajos Vajda: Hidden Treasures No. IX: Выставочная серия Дома искусств Пекс, Венгрия: работы Лайоша Вайды из частной коллекции) Представлена Габором Патаки.
- 2006, "Conditio Humana-Lajos Vajda-Self-Portraits" Вена, Архиепископский собор и Епархиальный музей.
- 2008 Лайош Вайда /1908-1941/ Совместная выставка Венгерской национальной галереи и Галереи Ревеш из Сентендре), Будапешт, с 12 декабря по 22 февраля 2009 года, кураторы: Габор Патаки и Марианн Гергели.
- 2009 Touch of Depths (Lajos Vajda), Венгерский культурный центр, Брюссель, под редакцией György Petőcz; предисловие от Greta Van Broeckhoven, Paul Huvenne; тексты от Endre Bálint [и другие]; комментарии от Gábor Bíró [и другие];
- 2018 Среди миров / Искусство Лайоша Вайды), Музей Ференцзы, Сентендре, Венгрия, с 11 ноября 2018 года по 31 марта 2019 года.

## Групповые выставки[39]
- 1948 32-я выставка Европейской школы. Автор и куратор каталога 1948 года "Наши предки": Павел Кисс.
- 1958 Peintres Hongrois, Lajos Vajda, Lajos Szabó, André Bálint, Attila Kotányi, Lyubomir Szabó, Центр изящных искусств, Брюссель.
- 1967 Венгерское искусство XX века, Художественный совет Великобритании в галерее Королевского института в мае, Лондон, каталог Иштвана Гентона
- 1971 Музей замка, Норвич*
- 1971 "100 лет искусству в Венгрии", выставка, 1 мая - 27 июня 1971 года, Музей в Остволле, Дортмунд, Германия.
- 1972 Галерея Шлегель, Цюрих*
- 1972 Арт-Мусуем, Университет Индианы*
- 1975 Кунстхаус, Люцерн*
- 1976 Биеннале, Венеция*

## Weblinks
- https://www.muzeumicentrum.hu/en/vajda-museum/ Архивная копия от 12 мая 2021 на Wayback Machine